# Грисогоно, Федерико
Федерико Грисогоно (лат. Federicus De Chrysogonis; 1472, Задар — 1538) — далматский математик и механик эпохи Возрождения.
Его математические исследования были направлены на геометрическую теорию параллельных. Например, в его работах прозвучало предложение оценить гипотезу о существовании в плоскости непараллельных прямых, которые не пересекаются при продолжении в бесконечность. Опираясь на положения фундаментальной работы древнегреческого математика Евклида «Начала», Ф. Грисогоно обратил внимание на роль абстракции в своих теоретических построениях и вплотную подошёл к изучению разницы между потенциальной и актуальной бесконечностями.